# Feldflieger-Abteilung 56
Feldflieger-Abteilung Nr. 56 – FFA 56 (Polowy oddział lotniczy nr 56) – jednostka obserwacyjna i rozpoznawcza lotnictwa niemieckiego Luftstreitkräfte z początkowego okresu I wojny światowej.

## Informacje ogólne
Jednostka została utworzona na początku I wojny światowej, w dniu 14 marca 1915 roku z 2. Festungsflieger-Abteilung (Graudenz) i weszła w skład większej jednostki 2 kompanii Batalionu Lotniczego nr 2. Jednostka uczestniczyła w walkach na froncie wschodnim. 
11 stycznia 1917 roku jednostka została przeformowana i zmieniona w Fliegerabteilung 26 - (FA 26).